# کیچی اوزاوا
کیچی اوزاوا (انگلیسی: Keiichi Ozawa؛ زادهٔ ۵ ژانویهٔ ۱۹۳۳) کارگردان فیلم اهل ژاپن است.